# タマス
株式会社タマスは、東京都杉並区に本社を置く世界有数の卓球用品総合メーカー。世界規模においても卓球用品の市場占有率は五割を超える。
ブランド名のBUTTERFLY（バタフライ）は、「選手を花にたとえるならば、 私たちはその花に仕える蝶でありたい」という信条をシンボライズしている。
創業者の田舛彦介が残した「創業のこころ／卓球という小さな井戸を深く掘り続ける」という言葉が一般企業でいう社訓にあたる。
現在は「バタフライの約束」として「Open the World」 を合言葉に「卓球を通じて、世界をもっと幸せにする」というテーマを掲げている。

## 概要
1950年12月19日に山口県柳井町（現・柳井市）で創立。
創業者は、卓球の全日本チャンピオン（混合ダブルス）だった田舛 彦介（たます ひこすけ、1920年8月20日 - 2004年7月22日）。初代の社長は、田舛彦介の父である田舛義一が務め、1959年に田舛彦介に社長の座を譲った。3代目の社長は田舛彦介の長男である田舛公彦が就任。続く4代目の山田俊策と5代目の大澤卓子は、創業家の出身ではない。
「株式会社タマス」の前身である「タマス運動具店」時代の1949年、東京都杉並区に東京出張所を開設。1952年に現在の所在地に移転した際に東京支店に改称し、翌1953年に東京支店内でラケットの自家生産を開始。その後、業績の拡大などに伴って1956年に柳井の本社を閉鎖し、東京に本社を移転した。2018年11月、本社屋の老朽化に伴って新社屋を建設。青梅街道に面した1・2階をガラス張りのデモンストレーションルームとし、外から特製卓球台が見える演出を行っている。
また、1967年に埼玉県所沢市に工場を建設。現在は「バタフライ・テック」という名称で、ラケットとラバーの生産工場に加えて、研究開発の施設を備えており、バタフライ卓球用品を生み出すもの作りの拠点となっている。
そのほか、卓球の普及と発展を目的として、1983年に本社敷地内に「バタフライ卓球道場」を開設。卓球台が8台常設され、合宿などができる施設を備えており、国内外の数多くの団体が鍛錬の場として利用している。館内施設の老朽化に伴い、2019年から2020年にかけて全面改装を行った。
卓球用品メーカーとしての特長は、研究開発型製造業として数多くのヒット商品を生み出していることにある。1967年発売の「スレイバー」は高い反発弾性を誇り、国内外多くのチャンピオンに愛用された。また、他メーカーに先駆けてハイテンションラバーを開発し、1997年7月に世界初のハイテンションラバー「ブライス」を発売。続いて2008年に発売した「テナジー05」をはじめとする「テナジーシリーズ」、2019年に発売した「ディグニクスシリーズ」は、トップクラスの選手を中心に高いシェアを保っている。
さらに海外市場への事業展開を積極的に行い、1973年にドイツに現地法人を設立したのを皮切りに、中国（上海）、韓国（ソウル）、タイ（バンコク）に子会社を置く。現在、バタフライブランドは世界100か国以上に普及し、オリンピックや世界卓球に出場する選手の半数以上に使用されている。
近年は世界卓球の用具スポンサーを務め、2009年横浜（日本）、2010年モスクワ（ロシア）、2012年ドルトムント（ドイツ）、2013年パリ（フランス）、2014年東京（日本）、2015年蘇州（中国）、2016年クアラルンプール（マレーシア）、2018年ハルムスタッド（スウェーデン）、2019年ブダペスト（ハンガリー）、2021年ヒューストン（アメリカ）、2024年釜山（韓国）で、ボールや卓球台などを提供している。
2009年から、発祥地の柳井にある「柳井市体育館」の施設命名権スポンサーを務めており、同体育館には「バタフライ アリーナ」の愛称が付けられている。

## 沿革[4]
- 1946年 - 田舛彦介が山口県柳井町で「タマス運動具店」を開業。
- 1949年 - 「バターフライ印」のラバーとラケットを発売。
- 1950年 - 株式会社タマスを設立。田舛義一が初代社長を務め、田舛彦介は専務に就任。
- 1957年 - 卓球専門誌「卓球レポート」を創刊。
- 1959年 - 田舛義一が会長となり、田舛彦介が社長に就任。
- 1967年 - 高弾性高摩擦裏ソフトラバー「スレイバー」を発売。
- 1976年 - 粘着性高摩擦裏ソフトラバー「タキネス」を発売。
- 1978年 - タムカ5000シリーズ（カーボン）発売。
- 1983年 - バタフライ卓球道場が完成。
- 1997年 - 世界初のハイテンションラバー「ブライス」を発売。
- 2008年 - スプリング スポンジを搭載したハイテンションラバー「テナジー」シリーズを発売。
- 2018年 - 卓球レポートを休刊し、運営をウェブサイトに移行。
- 2019年 - スプリング スポンジXを搭載したハイテンションラバー「ディグニクス」シリーズを発売。

## 代表的なラバー
選手向けのラバーは日本製。2015年から新しいパッケージデザインに統一された。ラバーのカタログ値は、スレイバーのスピードを10、タキネス CHOPのスピンを10としており、併せてスポンジ硬度を表示している。
スレイバー シリーズ
高弾性高摩擦ラバーの代表的ラバー。1967年に発売され、半世紀にわたって世界中で愛用され続けている。徐々にスポンジ硬度のバリエーションを増やし、スレイバーFX、スレイバーELなどが発売された。1990年代後半にハイテンションラバーが開発されるまでは、攻撃型ラバーの主流として数々のタイトルを獲得した。
タキネス シリーズ
1976年に発売された粘着性高摩擦ラバーのロングセラーで、商品ごとに性能が異なっている。回転に特化したタキネス CHOPと弾みのあるタキネス DRIVEの2枚看板で、長らくカット主戦型の中心的なラバーとなった。2006年にはタキネス CHOPを再設計したタキネス CHOP-IIが発売されている。また、後発の兄弟モデルとしてタキファイアシリーズがラインナップされている。
フェイント シリーズ
ツブ高ラバーのシリーズ。フェイント ソフトやフェイント OXなどがカット主戦型の選手に長年支持され、1985年に変化幅を広げたフェイント ロングの発売で人気を不動のものとした、その後、ルール改正に伴って仕様を変更したフェイント ロングIIが発売され、変化幅を広げたフェイント ロングIIIが加わった。トップ選手向けの特注スポンジとして人気のあった超ゴクウスを定番化した。
ブライス シリーズ
世界初のハイテンションラバーとして1997年に発売されたブライスは、その後の卓球ラバーの方向性を大きく変えたラバーとなった。後にスポンジ硬度が異なるブライスFXなどが発売された。また、弾みを向上させたブライス スピードや、マイクロレイヤー搭載のブライス ハイスピードが発売されている。
テナジーシリーズ
ブライスに次いでバタフライが開発したハイテンションラバー。商品名の末尾に付けられた数字は、シートの開発コード番号が由来となっている。最大の特長はスプリング スポンジで、大きな気泡を内包したスポンジがバネのように縮んでボールをはじき出す。2008年4月にテナジー05、2008年11月にテナジー25、2009年4月にテナジー64、2013年1月にテナジー80、2021年3月にテナジー19が発売された。それぞれスポンジを軟らかくしたFXと呼ばれる仕様の製品があり、テナジー05のみにスポンジを固くしたHARDと呼ばれる仕様の製品がある。
ディグニクス シリーズ
テナジーで培った技術を基に開発したハイテンションラバーで、スポンジ・シートともにベースアップ。搭載されたスプリング スポンジXは反発弾性と変形のしやすさが向上し、打球の威力アップに貢献。新開発したシートは表面強度と球持ちを高めた。テナジーシリーズと同様にバリエーションを持たせ、商品名の末尾に数字が付けられている。2019年4月に第1弾のディグニクス05が発売され、2019年11月にディグニクス64とディグニクス80、2020年4月にディグニクス09Cが発売された。
グレイザー シリーズ
ディグニクス シリーズの技術を用いて開発したシートとグレー色のスプリング スポンジXを搭載し、ディグニクスよりも低価格を実現したハイテンションラバー。2023年4月に2種類（グレイザー、グレイザー09C）が同時発売された。

## 代表的なラケット
選手向けラケットのほとんどが製品が日本製。カーボンと他の素材を複合（交織）させた特殊素材を搭載したモデルが多数ラインナップされており、現在では主流となっている。
トップ選手モデル
全日本チャンピオンの水谷隼や張本智和、世界チャンピオンの樊振東（中国）、世界ランキング上位の林昀儒（中華台北）らトップ選手がプロデュースしたラケットが多数発売されている。
ティモボル シリーズ
同社の契約選手でヨーロッパチャンピオンのティモ・ボル（ドイツ）がプロデュースしたシリーズ。特殊素材や木材のラケットなどを展開した人気シリーズ。
インナーフォース・レイヤー シリーズ
それまでは上板（表面の板）の下に搭載されていた特殊素材を、添え芯（2枚目の板）と中板（真ん中の板）で挟んで配置。特殊素材の高い弾みと木製のソフトな打球感を得られるのが特長。
ビスカリア シリーズ
1993年に特殊素材アリレート カーボンを初めて搭載したロングセラーラケット。現在はスーパー アリレート カーボンを搭載したモデルなどをラインナップしている。
ハッドロウ シリーズ
木材のみのスタンダードモデル。シェークハンドのほか、反転式と中国式のペンホルダーを揃えている。

## テレビ番組
- 日経スペシャル カンブリア宮殿 世界の卓球界を支える企業の技術力に迫れ！（2013年5月9日、テレビ東京）- タマス社長 山田俊策出演。タマスという卓球メーカーの本質に迫る[5]
- これぞ! スポーツ神進化 勝負のウラに技術あり（2021年1月3日、BSテレ東）- 卓球用具メーカー「タマス」のラケットラバーの秘密に迫る[6]

## 書籍

### 関連書籍
- 『不死蝶の誕生 卓球への偏見・侮辱と戦った少年・田舛彦介の物語』（著者:林一夫）（1995年9月15日、東洋医学舎）ISBN 9784885806025

## 関連会社
- タマス・バタフライ・ヨーロッパ（TBE）
- タマス・バタフライ・チャイナ（TBC）
- タマス・バタフライ・コリア（TBK）
- タマス・バタフライ・タイランド（TBT）

## 関連人物
- 伊藤繁雄
- 長谷川信彦
- 岩崎清信
- 渋谷浩
- 水谷隼
- 張本智和
- 樊振東
- 林昀儒
- ティモ・ボル